# Natação nos Jogos Olímpicos de Verão de 2024 - 200 m costas feminino
A prova dos 200 m costas feminino da natação nos Jogos Olímpicos de Verão de 2024 ocorreu em 1 e 2 de agosto de 2024 na Paris La Défense Arena, em Paris. Um total de 27 nadadoras de 18 Comitês Olímpicos Nacionais (CON) participaram do evento.

## Qualificação
Cada Comitê Olímpico Nacional (CON) poderia inscrever no máximo duas nadadoras qualificadas em cada evento individual, mas somente se ambas atingissem o "tempo de qualificação olímpica" (OQT). Uma nadadora por evento poderia potencialmente entrar se atingisse o "tempo de consideração olímpica" (OCT), ou se a cota total de 852 competidores não tivesse sido atingida. Os CONs também poderiam inscrever nadadores independentemente do tempo através das vagas de universalidade, mesmo que não tenham atingindo nenhum dos tempos de inscrição padrão (OQT/OCT).
Após o fim da janela de qualificação, a World Aquatics avaliou o número de nadadores que alcançaram o OQT, o número de nadadores somente para as provas de revezamento e o número de vagas de universalidade, antes de convidar aqueles com OCT para cumprir a cota total de 852. Além disso, as vagas no OCT foram distribuídas por evento de acordo com as posições no ranking mundial durante o prazo de qualificação. Para os 200 m costas feminino, o OQT foi de 2min10s39 e o OCT de 2min11s04.

## Formato
A competição consiste em três rodadas: preliminares, semifinais e final. As nadadoras com os 16 melhores tempos nas baterias preliminares avançam às semifinais. Já as nadadoras com os 8 melhores tempos nas semifinais avançam à final. Desempates (swim-offs) são utilizados conforme necessário para quebrar os empates de avanço à próxima rodada.

## Calendário
Horário local (UTC+2)
| Data                | Horário | Fase         |
| ------------------- | ------- | ------------ |
| 1 de agosto de 2024 | 11:00   | Preliminares |
| 1 de agosto de 2024 | 21:15   | Semifinais   |
| 2 de agosto de 2024 | 20:30   | Final        |

## Medalhistas
| Ouro   | AUS Kaylee McKeown |
| Prata  | USA Regan Smith    |
| Bronze | CAN Kylie Masse    |

## Recordes
Antes desta competição, os recordes mundiais e olímpicos da prova eram os seguintes:
| Tipo | Atleta         | Tempo   | Local   | Data                |
| ---- | -------------- | ------- | ------- | ------------------- |
|      | Kaylee McKeown | 2:03.14 | Sydney  | 10 de março de 2023 |
|      | Missy Franklin | 2:04.06 | Londres | 3 de agosto de 2012 |

## Resultados

### Preliminares
As nadadoras com os 16 melhores tempos, independente da bateria, avançam às semifinais.
| Pos. | Bateria | Raia | Nadadora              | CON                             | Tempo   | Notas |
| ---- | ------- | ---- | --------------------- | ------------------------------- | ------- | ----- |
| 1    | 3       | 5    | Peng Xuwei            | CHN China                       | 2:08.29 | Q     |
| 2    | 2       | 4    | Kylie Masse           | CAN Canadá                      | 2:08.54 | Q     |
| 3    | 4       | 4    | Kaylee McKeown        | AUS Austrália                   | 2:08.89 | Q     |
| 4    | 4       | 5    | Phoebe Bacon          | USA Estados Unidos              | 2:09.00 | Q     |
| 5    | 2       | 3    | Honey Osrin           | GBR Grã-Bretanha                | 2:09.57 | Q     |
| 6    | 3       | 4    | Regan Smith           | USA Estados Unidos              | 2:09.61 | Q     |
| 7    | 3       | 7    | Anastasiya Shkurdai   | AIN Atletas Individuais Neutros | 2:09.64 | Q     |
| 8    | 4       | 6    | Emma Terebo           | FRA França                      | 2:09.66 | Q     |
| 9    | 2       | 6    | Eszter Szabó-Feltóthy | HUN Hungria                     | 2:09.72 | Q     |
| 10   | 4       | 8    | Lee Eun-ji            | KOR Coreia do Sul               | 2:09.88 | Q     |
| 11   | 4       | 3    | Katie Shanahan        | GBR Grã-Bretanha                | 2:09.92 | Q     |
| 12   | 4       | 2    | Carmen Weiler         | ESP Espanha                     | 2:10.09 | Q     |
| 13   | 3       | 6    | Anastasia Gorbenko    | ISR Israel                      | 2:10.29 | Q     |
| 14   | 4       | 1    | Pauline Mahieu        | FRA França                      | 2:10.30 | Q     |
| 15   | 2       | 7    | África Zamorano       | ESP Espanha                     | 2:10.40 | Q     |
| 16   | 4       | 7    | Dóra Molnár           | HUN Hungria                     | 2:10.51 | Q     |
| 17   | 2       | 5    | Jaclyn Barclay        | AUS Austrália                   | 2:10.53 |       |
| 18   | 2       | 1    | Aviv Barzelay         | ISR Israel                      | 2:10.71 |       |
| 19   | 3       | 2    | Camila Rebelo         | POR Portugal                    | 2:11.26 |       |
| 20   | 3       | 3    | Margherita Panziera   | ITA Itália                      | 2:11.60 |       |
| 21   | 2       | 8    | Gabriela Georgieva    | BUL Bulgária                    | 2:12.15 |       |
| 22   | 3       | 1    | Regan Rathwell        | CAN Canadá                      | 2:12.21 |       |
| 23   | 1       | 5    | Tatiana Salcuțan      | MDA Moldávia                    | 2:13.20 |       |
| 24   | 3       | 8    | Adela Piskorska       | POL Polônia                     | 2:13.39 |       |
| 25   | 2       | 2    | Laura Bernat          | POL Polônia                     | 2:14.57 |       |
| 26   | 1       | 4    | Cindy Cheung          | HKG Hong Kong                   | 2:17.32 |       |
| 27   | 1       | 3    | Anishta Teeluck       | MRI Maurício                    | 2:18.67 |       |

### Semifinais
As nadadoras com os oito melhores tempos, independente da bateria, avançam à final.
| Pos. | Bateria | Raia | Nadadora              | CON                             | Tempo   | Notas |
| ---- | ------- | ---- | --------------------- | ------------------------------- | ------- | ----- |
| 1    | 1       | 5    | Phoebe Bacon          | USA Estados Unidos              | 2:07.32 | Q     |
| 2    | 2       | 5    | Kaylee McKeown        | AUS Austrália                   | 2:07.57 | Q     |
| 3    | 2       | 3    | Honey Osrin           | GBR Grã-Bretanha                | 2:07.84 | Q     |
| 4    | 2       | 4    | Peng Xuwei            | CHN China                       | 2:07.86 | Q     |
| 5    | 1       | 4    | Kylie Masse           | CAN Canadá                      | 2:07.92 | Q     |
| 6    | 1       | 3    | Regan Smith           | USA Estados Unidos              | 2:08.14 | Q     |
| 7    | 2       | 7    | Katie Shanahan        | GBR Grã-Bretanha                | 2:08.52 | Q     |
| 8    | 2       | 6    | Anastasiya Shkurdai   | AIN Atletas Individuais Neutros | 2:08.79 | Q     |
| 9    | 1       | 6    | Emma Terebo           | FRA França                      | 2:09.38 |       |
| 10   | 2       | 2    | Eszter Szabó-Feltóthy | HUN Hungria                     | 2:09.41 |       |
| 11   | 1       | 1    | Pauline Mahieu        | FRA França                      | 2:09.56 |       |
| 12   | 1       | 8    | Dora Molnar           | HUN Hungria                     | 2:09.83 |       |
| 13   | 1       | 7    | Carmen Weiler         | ESP Espanha                     | 2:09.99 |       |
| 14   | 2       | 8    | África Zamorano       | ESP Espanha                     | 2:10.63 |       |
| 15   | 1       | 2    | Lee Eun-ji            | KOR Coreia do Sul               | 2:11.86 |       |
| 16   | 2       | 1    | Anastasia Gorbenko    | ISR Israel                      | 2:11.96 |       |

### Final
As três nadadoras mais rápidas na final conquistam as medalhas.
| Pos.              | Raia | Nadadora            | CON                             | Tempo   | Notas            |
| ----------------- | ---- | ------------------- | ------------------------------- | ------- | ---------------- |
| Medalha de ouro   | 5    | Kaylee McKeown      | AUS Austrália                   | 2:03.73 | Recorde olímpico |
| Medalha de prata  | 7    | Regan Smith         | USA Estados Unidos              | 2:04.26 |                  |
| Medalha de bronze | 2    | Kylie Masse         | CAN Canadá                      | 2:05.57 |                  |
| 4                 | 4    | Phoebe Bacon        | USA Estados Unidos              | 2:05.61 |                  |
| 5                 | 1    | Katie Shanahan      | GBR Grã-Bretanha                | 2:07.53 |                  |
| 6                 | 6    | Peng Xuwei          | CHN China                       | 2:07.96 |                  |
| 7                 | 3    | Honey Osrin         | GBR Grã-Bretanha                | 2:08.16 |                  |
| 8                 | 8    | Anastasiya Shkurdai | AIN Atletas Individuais Neutros | 2:10.23 |                  |

Legenda
| Recorde mundial      | Recorde mundial (World record)               |                       | Recorde africano                      | Recorde africano (African) |                                           | Q | Classificado por posição (Qualified) |
| Recorde olímpico     | Recorde olímpico (Olympic record)            | Recorde da América    | Recorde da América (Americas)         | q                          | Classificado por melhor tempo (Qualified) |   |                                      |
| Melhor marca do ano  | Melhor marca do ano (World leading)          | Recorde asiático      | Recorde asiático (Asian)              | DNS                        | Não largou (Did not start)                |   |                                      |
| Recorde nacional     | Recorde nacional (National record)           | Recorde europeu       | Recorde europeu (European)            | DNF                        | Não terminou (Did not finish)             |   |                                      |
| Recorde pessoal      | Recorde pessoal do atleta (Personal best)    | Recorde da Oceania    | Recorde da Oceania (Oceania)          | DSQ / DQ                   | Desclassificado (Disqualified)            |   |                                      |
| Recorde da temporada | Recorde da temporada do atleta (Season best) | Recorde sul-americano | Recorde sul-americano (South America) | NM                         | Sem marca (No mark)                       |   |                                      |